# Imperia-Dynamo
Imperia-Dynamo est un club russe de rugby à XV basé dans la ville de Penza.

## Historique
À partir de novembre 2018, le club reçoit le soutien des chemins de fer russes ; cet accord conduit à la création du Lokomotiv Penza à compter de la saison 2019, tandis que l'ancienne structure de l'Imperia-Dynamo est dédiée à l'évolution des équipes de jeunes.